# Tabló – Minden, ami egy nyomozás mögött van!
A Tabló – Minden, ami egy nyomozás mögött van! 2008-ban bemutatott magyar krimi Dettre Gábor rendezésében. A forgatókönyvet Kertész Ákos A gyűlölet ára (1992) című regényéből Dettre Gábor és Kertész Ákos közösen írta.

## Szereplők
- Mucsi Zoltán – Zafír
- Csuja Imre – Nagy Lukács
- Scherer Péter – Foxi
- Tordy Géza – Kocsis
- Szirtes Ági – Schulterné
- Lengyel Ferenc – Pecsenyés
- Györgyi Anna – Éva, Zafír felesége
- Fátyol Kamilla – Ágnes
- Keres Emil – Zafír apja
- Nyári Oszkár – Gudics Béla
- Hollósi Frigyes – Kereke
- Fábry Sándor – Szónok
- Molnár Piroska – Szomszéd
- Pásztor Erzsi – Szomszéd
- Rajhona Ádám – Cserszegi úr
- Lázár Kati – Házmester
- Bodnár Erika – Tanárnő
- Ioan Gyuri Pascu – Murcuja
- Székely B. Miklós – Horvát
- Csomós Mari – Horvátné
- Elek Ferenc – Rendőr

## Leírás
A jogvégzett roma származású alhadnagy (Mucsi Zoltán) többnyire magányos hősként végzi munkáját. Származása és Amerikából hazaköltözött felesége miatt társadalmi előítéletek célpontjává válik, ezt súlyosbítja egy olyan rendőrségi ügy, melyben a gyanúsított szintén roma.
Egy újgazdag milliomos műkereskedőt brutálisan megölnek. Az áldozat maga is egy tróger, kegyetlen állat. A gyanúsított – akire rá akarják verni az ügyet – cigány. A nyomozó érzi, valami nincs rendben. Egyre elszántabban kutat tovább, egyre mélyebben bonyolódik bele egy szövevényes, korrupciós történetbe. És egyre mélyebbre keveredik önnön kétségekkel, keservekkel teli, bűnös lelkébe.
A film egy bűnügyi történetre felfűzött groteszk társadalmi korkép. Krimivonatkozásaitól lesz izgalmas; társadalmi korkép voltánál fogva kiábrándító; groteszk jellegéből adódóan szórakoztató; s lélektani elemei által hiteles. Kategóriákba illeszthetetlen volta nem meglepőbb, mint valós életünk igaz történetei tipizálásának lehetetlensége.

## Külső hivatkozások
- Tabló a PORT.hu-n (magyarul)
- Tabló az Internet Movie Database oldalon (angolul)
- Az évtized legjobb magyar filmjei